# ビレイア
ビレイア（学名：Vireya）は、ツツジ科ツツジ属ビレイア節に属する植物の総称。常緑低木。熱帯高地に分布する。ビレア、ヴィレイア、ヴィレアとも表記される。

## 特徴
熱帯高地に原生し、岸壁や樹上に着生している。ときに地生し、四季咲き性～不定期咲き。
花は筒長形、短筒型、トランペット形、釣鐘型、椀形等、さまざまで、
中には、ツツジの仲間と思えないような花が咲くものもある。

## 名の由来
フランスの博物学者、ジュリアン・ジョゼフ・ヴィレー（フランス語: Julien Joseph Virey）にちなむ。

## おもな種
- Rhododendron laetum - ニューギニアに自生、花は濃黄色から純黄色。
- R. lochiae - オーストラリア・クイーンズランド州東北部に自生、花は筒状花で、色は赤色。
- R. gardenia - ニューギニアに自生、花は白色。
- R. phaeochitum - ニューギニアに自生、花は筒状花で、色はピンクから赤色。

## 人間との関り
近年では、人気が高まり交配種・野生種が販売される。交配品種はロードデンドロン ビレイア・グループ系園芸品種 Rhododendron Vireya Group Hybrid Cultivar. として扱う。